# Вибух DC-8 над Барбадосом
Вибух DC-8 над Бриджтауном — велика авіаційна катастрофа внаслідок теракту, що сталася у середу 6 жовтня 1976 року. Пасажирський авіалайнер Douglas DC-8-43 кубинського національного авіаперевізника Cubana de Aviación виконував плановий регулярний рейс CU455 за маршрутом Джорджтаун — Порт-оф-Спейн — Бриджтаун — Кінгстон — Гавана, але через 8 хвилин після вильоту з аеропорту Бриджтауна «Сіуетл» на його борту стався вибух. Екіпаж розвернув літак для посадки в аеропорту Бриджтауна, але потім у хвості літака стався другий вибух, після якого лайнер перейшов у швидке зниження і впав у Карибське море за 8 кілометрів від узбережжя. Загинули всі 73 особи, що перебували на його борту (48 пасажирів і 25 членів екіпажу).

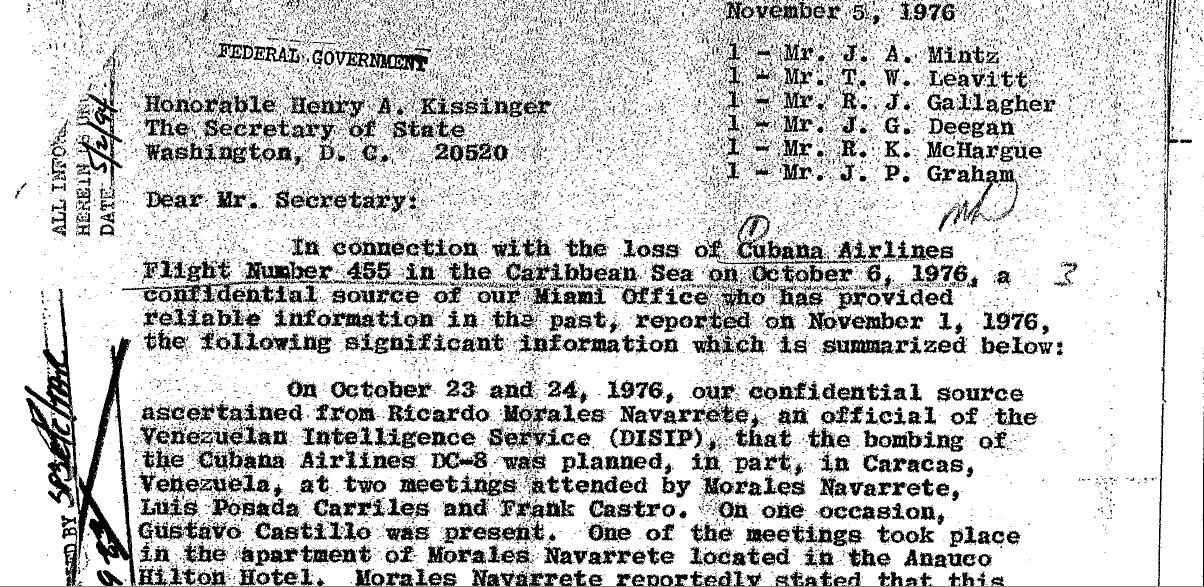
Офіційний звіт ФБР

На 2022 рік катастрофа рейсу 455 залишається найбільшою авіакатастрофою в історії Барбадосу.
Причиною катастрофи стали дві закладені на борт літака бомби. У результаті розслідування було встановлено причетність до терактів чотирьох кубинських емігрантів-антикомуністів. У 2005 році ЦРУ розсекретило документи, що свідчать про те, що у них (ЦРУ) була інформація про підготовку вибуху літака кубинськими емігрантами, але для запобігання теракту нічого не було зроблено.
Це найбільший теракт історії Карибського регіону.

## Літак

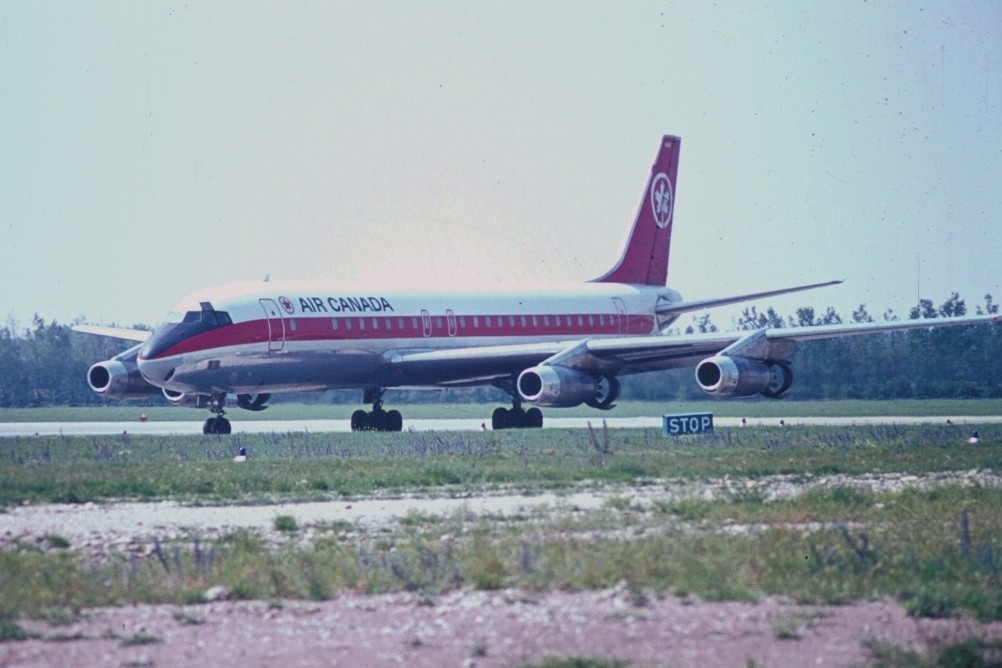
Літак Douglas DC-8-43 авіакомпанії Air Canada, схожий за конструкцією на тот, що вибухнув.

Douglas DC-8-43 (бортовий номер CU-T1201, заводський 45611, серійний 127) був випущений у січні 1961 року. 2 лютого того ж року його було передано канадській авіакомпанії Trans-Canada Air Lines, де він отримав бортовий номер CF-TJI та льотний номер 809 (ставши 9-м за рахунком Douglas DC-8 в її авіапарку). 1 червня 1964 року Trans-Canada Air Lines була перетворена на авіакомпанію Air Canada; 1 січня 1974 року, у зв'язку з перереєстрацією, його б/н змінився на C-FTJI. 28 лютого 1976 року авіалайнер було взято у лізинг авіакомпанією Cubana de Aviación, де отримав бортовий номер CU-T1201. Оснащений чотирма турбовентиляторними двигунами Rolls-Royce Conway 508-12.

## Екіпаж та пасажири
Склад екіпажу рейсу CU455 був таким:
- Командир повітряного судна (КПС) — 36-річний Вільфредо Перес Перес (ісп. Wilfredo Pérez Pérez).
- Другий пілот — 47-річний Мігель Еспіноса Кабрера (ісп. Miguel Espinosa Cabrera).
- Бортінженер — 40-річний Ернесто Мачин Гусман (ісп. Ernesto Machín Guzmán).

У салоні літака працювало 10 бортпровідників:
- Рамон Дж. Фернандіс Лефебр (ісп. Ramón J. Fernandiz Lefebre), 39 років — старший бортпровідник.
- Міріам Ремедіос де ла Пенья (ісп. Miriam Remedios de la Peña), 24 роки.
- Гільєрмо Валенсія Гіно (ісп. Guillermo Valencia Guinot), 53 роки.
- Марія Олена Родрігес дель Рей Бокаландро (ісп. Maria Elena Rodríguez del Rey Bocalandro), 28 років.
- Лазаро Серрано Меріда (ісп. Lázaro Serrano Mérida), 32 роки.
- Магалі Грейв де Перальта Феррер (ісп. Magaly Grave de Peralta Ferrer), 33 роки.
- Морайма Гонсалес Прієто (ісп. Moraima González Prieto), 21 рік.
- Марлен Гонсалес Аріас (ісп. Marlene González Arias), 23 роки.
- Сільвія Марія Перейра Хорхе (ісп. Silvia Marta Pereira Jorge), 28 років.
- Ейсебіо Сангес Домінгес (ісп. Eusebio Sánchez Domínguez), 25 років.

| Громадянство      | Пасажири | Екіпаж | Всього |
| ----------------- | -------- | ------ | ------ |
| Куба              | 35       | 13     | 48     |
| Гаяна             | 11       | 0      | 11     |
| КНДР              | 5        | 0      | 5      |
| Барбадос          | 2        | 0      | 2      |
| Тринідад і Тобаго | 1        | 0      | 1      |
| Ямайка            | 1        | 0      | 1      |
| Венесуела         | 1        | 0      | 1      |
| США               | 1        | 0      | 1      |
| Всього            | 57       | 13     | 70     |